# Hoanya

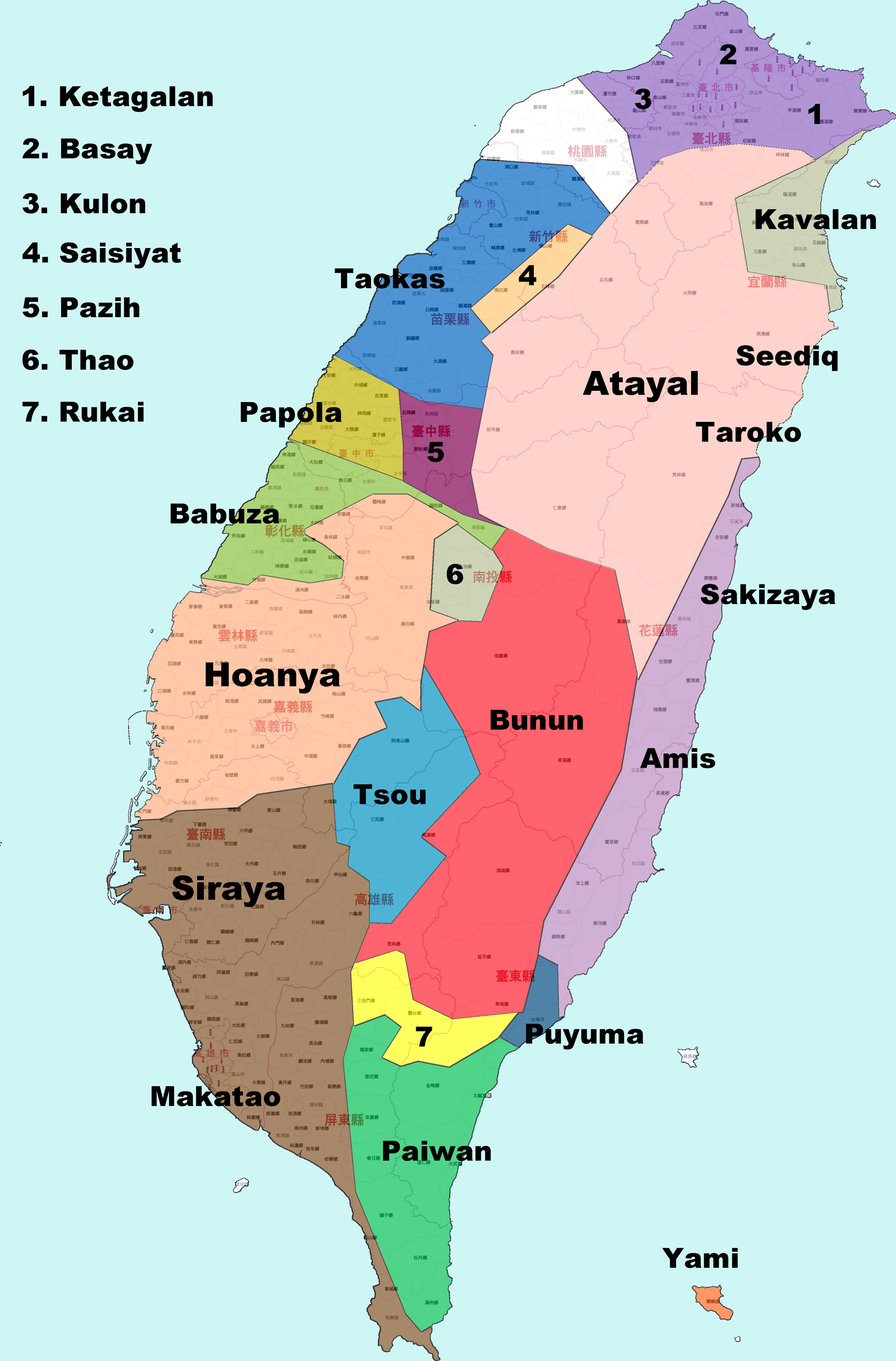
Les Hoanya se trouvent à l'ouest de l'île.

Les Hoanya sont l'un des groupes aborigènes de Taïwan, mais ne sont pas reconnus officiellement par la République de Chine.